# Alejandra Matus
Alejandra Marcela Matus Acuña (San Antonio, 11 de enero de 1966) es una periodista, académica y escritora chilena, reconocida por su divulgación de atropellos a los derechos humanos ocurridos durante la dictadura de Augusto Pinochet.
Mientras trabajaba en el desaparecido diario chileno La Época cubrió noticias del ámbito judicial; esta etapa inspiró la investigación que más tarde publicaría en El libro negro de la justicia chilena, texto que fue confiscado el día anterior a su lanzamiento debido a una acusación del Ministro de la Corte Suprema Servando Jordán, por violación a la Ley de Seguridad del Estado.
Actualmente conduce los programas de conversación de actualidad 32 Minutos con el sociólogo Darío Quiroga, y Descabelladas con las periodistas Mirna Schindler y Yasna Lewin. 

## Biografía
Nació en San Antonio, hija de Rodolfo Matus y María Angélica Acuña. A los once años se mudó con su madre a Iquique, donde estudió en la Escuela Domingo Santa María, y luego en el Liceo A-11 de Niñas. Se trasladó luego a Calama, donde finalizó su educación media para finalmente establecerse en Santiago y cursar la carrera de Periodismo en la Pontificia Universidad Católica de Chile.
En 1999, luego de años cubriendo el poder judicial, publicó El libro negro de la justicia chilena que denunciaba malas prácticas, tales como tráfico de influencias y corrupción, al interior de tribunales, así como la participación de sus mismos personeros en violaciones de los derechos humanos durante la dictadura militar en Chile. Como resultado de su investigación, fue objeto de persecución política por parte del poder judicial chileno y acusada del delito de 'desacato', una forma de censura. Recibió asilo político en Estados Unidos, radicándose en la ciudad de Miami. Pudo regresar a Chile en 2001, cuando la Corte de Apelaciones de Santiago anuló la orden de detención en su contra.
Durante su estadía en EE. UU. se tituló como Máster en Administración Pública en la Harvard Kennedy School.
En 2013 se convierte en una de las fundadoras del movimiento Marca AC, que promovía la redacción de una nueva Constitución Política para Chile, por medio de una asamblea constituyente.
Es hermana del abogado penalista Jean Pierre Matus, ministro de la Corte Suprema de Chile.

## Trayectoria periodística
En 1987, realiza su primera práctica en el Diario El Sur de Concepción. Posteriormente trabaja en los siguientes medios:
- Revista Hoy (1987).
- Radio Nuevo Mundo (1988-1989).
- Revista Pluma y Pincel (1989).
- Diario La Época (1990-1994).
- Diario La Nación (1995).
- Diario La Tercera (1996-1997).

En Estados Unidos realizó labores en:
- Discover en Español (1998).
- The New Herald (1999-2000).

A su regreso a Chile, inicia su trabajo en:
- La Nación Domingo (2002-2004).
- Plan B (2004-2005). De esta revista, Alejandra Matus fue fundadora y directora.

Desde agosto de 2018 hasta inicios del 2019 se desempeñó como Editora Periodística y Jefa de Investigación del semanario The Clinic.
En 2020 la periodista se integró como panelista al programa de periodismo político y debate, Pauta libre, transmitido por La Red. En 2021 asume la dirección del portal La Neta (orientado a noticias sobre la Convención Constitucional), que había fundado junto a Lorena Frías y Paula Walker. Dejó el cargo en marzo de 2022.En 2022 creó junto a otros periodistas el medio digital de investigación periodística Tercera Dosis. Además se integró al podcast de Youtube La Cosa Nostra, en reemplazo de Mirko Macari.

### El libro negro de la justicia chilena
Durante su trabajo periodístico en el área judicial, recopiló información para un libro crónica sobre la actuación del Poder Judicial como un poder del Estado encargado de impartir la Justicia.
El libro recogía información como el comportamiento de los jueces durante la dictadura de Augusto Pinochet y los delitos que algunos cometían por ser integrantes de la Corte Suprema, lo que les ponía en posición de abuso de poder en ciertas circunstancias. La casa editorial que realizaría la distribución del libro tomó el riesgo, sin embargo, un día antes del lanzamiento, el ministro Servando Jordán solicita requisar todos los ejemplares y acusa a la autora de atentar contra la Ley de Seguridad del Estado.
Frente a este escenario, la periodista es asilada políticamente por Estados Unidos, mientras se llevaban las acciones legales que finalizarían con la redacción de una Ley que protegiera a periodistas como a sus fuentes.
En 2016, Matus relanza el libro en una nueva versión corregida y aumentada.

### Doña Lucía
Es un libro biográfico no autorizado que intenta describir la relación en las esfera del poder de Lucía Hiriart, esposa de Augusto Pinochet, antes, durante y después de la muerte del gobernante en 2006. Con una narrativa ágil, personal y rayana en lo imaginativo, Matus describe aspectos poco conocidos de quien fuera la primera dama de la Nación por 17 años.

## Obras publicadas
- Crimen con Castigo (1996) con Francisco Javier Artaza.
- El libro negro de la justicia chilena (1999).
- Injusticia Duradera (2001).
- Los Archivos del Cardenal. Casos reales (2011) coautora.
- Historias de Paula. Antología de reportajes y entrevistas (2013) coautora.
- Doña Lucía (2013).
- Los archivos del cardenal 2. Casos reales (2014) coautora.
- Los malos (2015) coautora.
- La señora (2015).
- El Libro Negro de la Justicia Chilena (2016) Reedición revisada y aumentada.
- Mitos y verdades de las AFP (2017).

## Distinciones
- En 1996 es galardonada por unanimidad del jurado en los Premios Ortega y Gasset junto a Francisco Artaza, ambos del diario La Nación, por el trabajo de investigación titulado Crimen en Washington D.C. sobre el asesinato del exministro chileno Orlando Letelier y la implicación de la Dirección de Inteligencia Nacional (DINA) en este.[15][16]
- El año 2000 recibe el premio Hellman/Hammett Grants otorgado por Human Rights Watch, en reconocimiento «al coraje de escritores alrededor del mundo que han sido objeto de persecución política».[17]
- También el 2000 es destacada con el premio Vasyl Stus Freedom-to-Write por la libertad de prensa. Y es reconocida «como una escritora que ha luchado contra la opresión para hacer que su voz sea escuchada».[18]
- En 2021 recibe el premio Periodismo de Excelencia de la Universidad Alberto Hurtado.[19]